# Дуплет (бойовий модуль)
«Дуплет» — український бойовий модуль, що має на озброєнні дві 30-мм гармати ЗТМ-2, два 7,62-мм спарені кулемети КТ-7,62, 30-мм автоматичний гранатомет АГ-17 і 4 пускових установки протитанкових керованих ракет.
Призначений для установки на бойові машини сімейства БМП-2.

## Історія
Вперше макет модуля був представлений у травні 2016 року на виставці SOFAX у Йорданії. Восени того ж року був показаний на виставці «Зброя та безпека 2016» у Києві.
У 2017 році на виставці «Зброя та безпека 2017» був продемонстрований як частина БМПТ «Страж» — модуль було встановлено на шасі танка Т-64.
У 2018 році Житомирський бронетанковий завод здійснював випробування модуля на полігоні. Перевірялася удосконалена система вогню і новий тепловізор. Ці системи дозволяють супроводжувати цілі в автоматичному режимі, самостійно розраховувати балістику боєприпасів та вести вогонь за різних погодних умов, а також вночі.

## Галерея

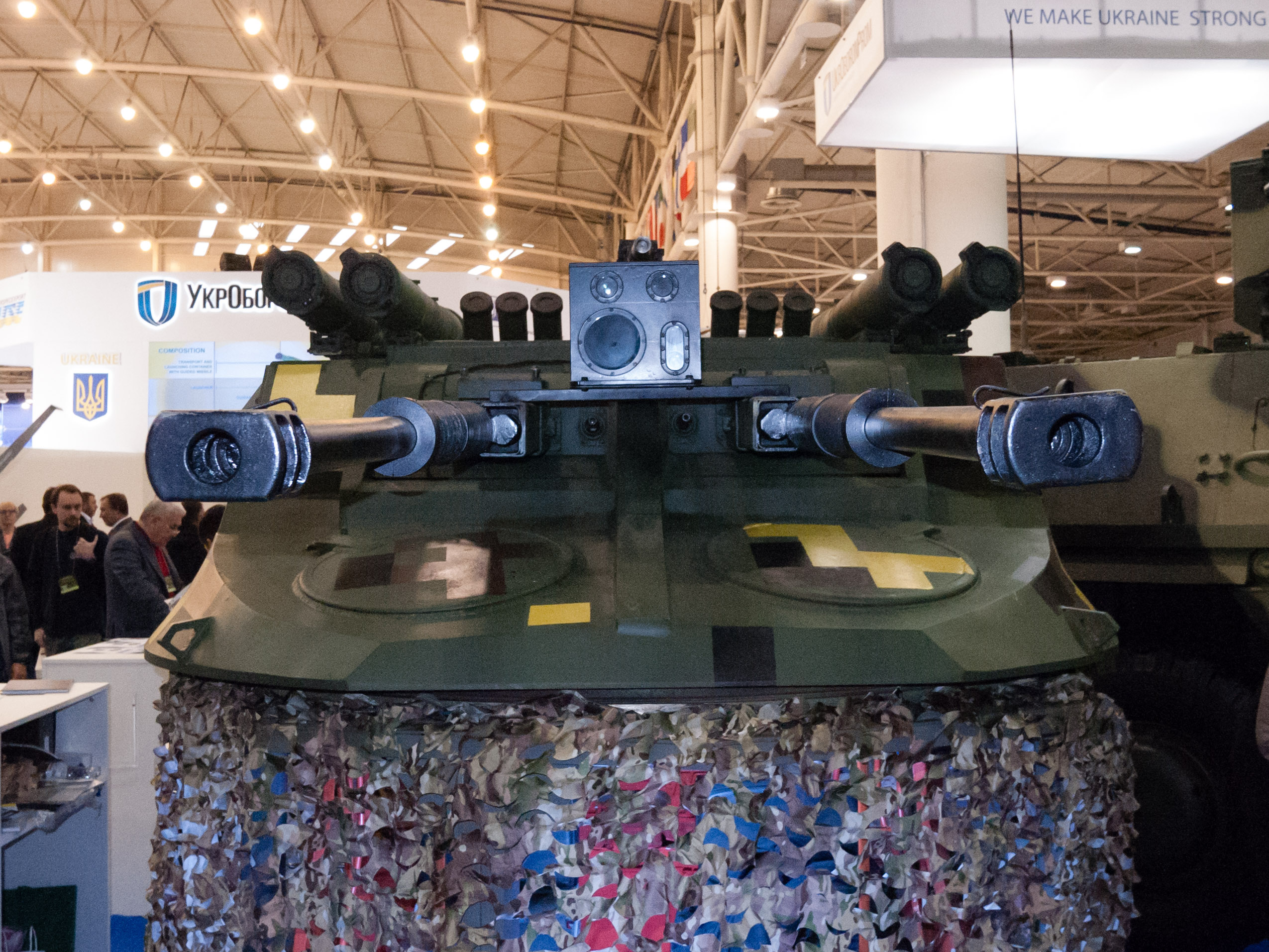
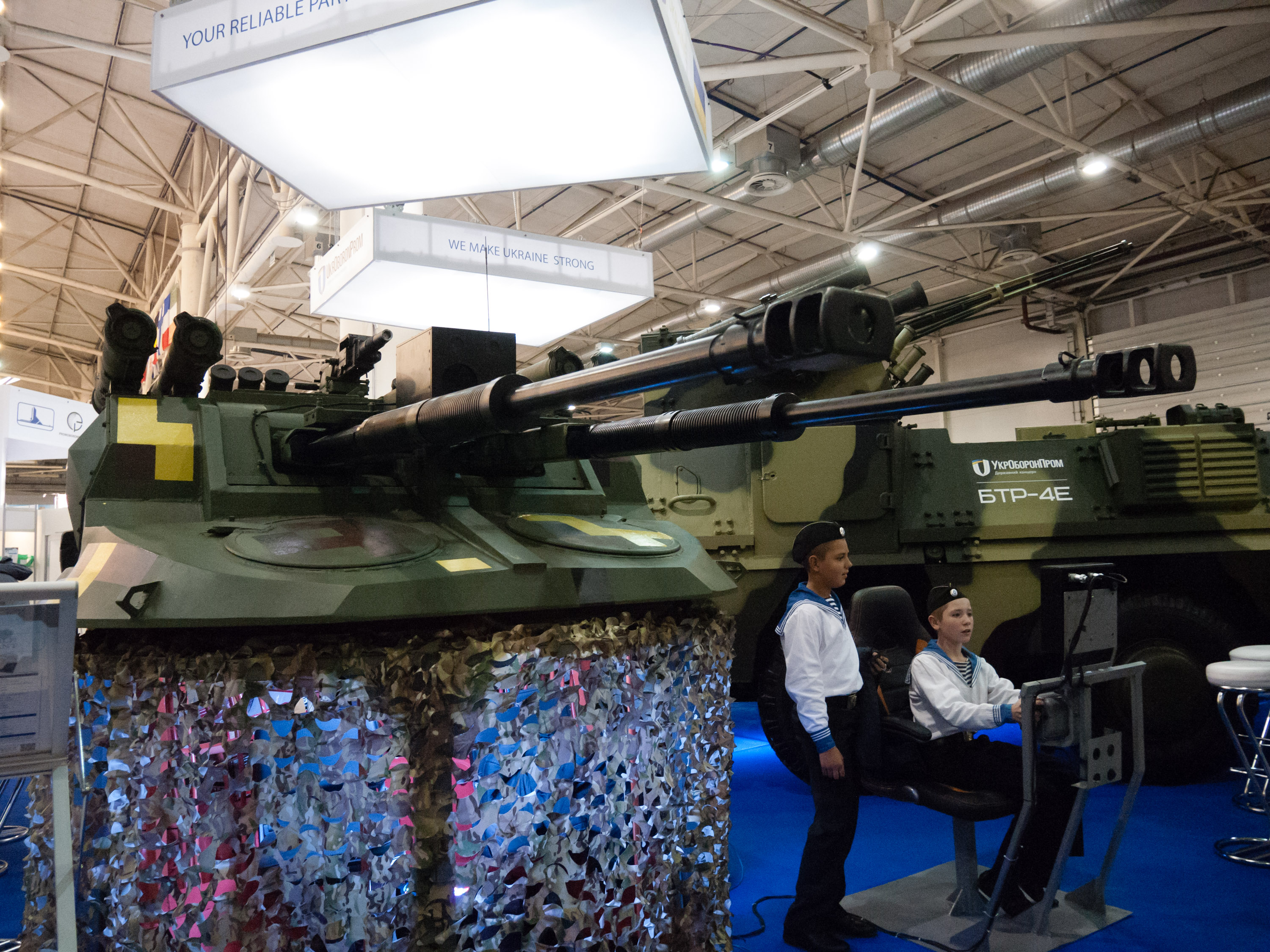
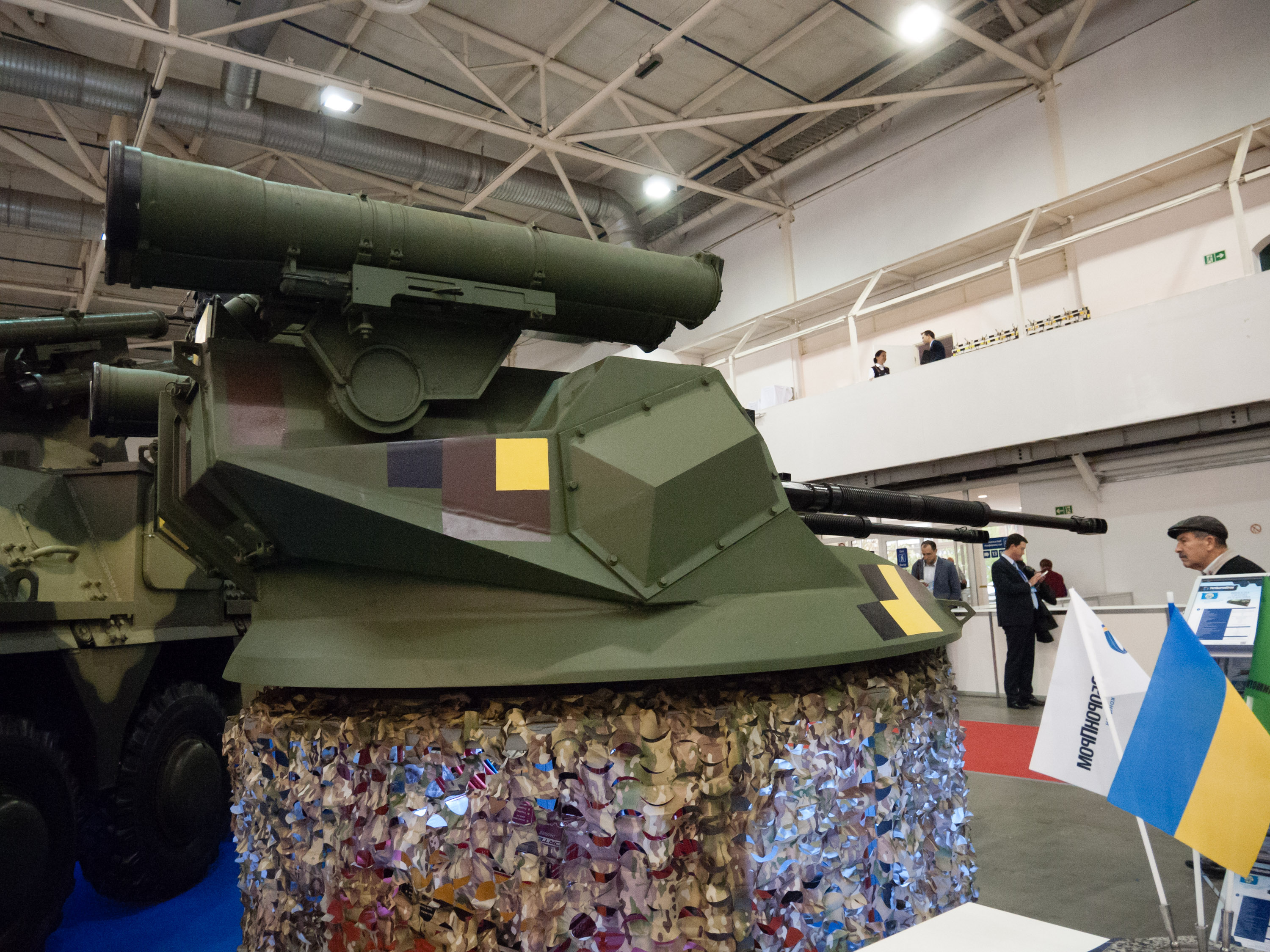
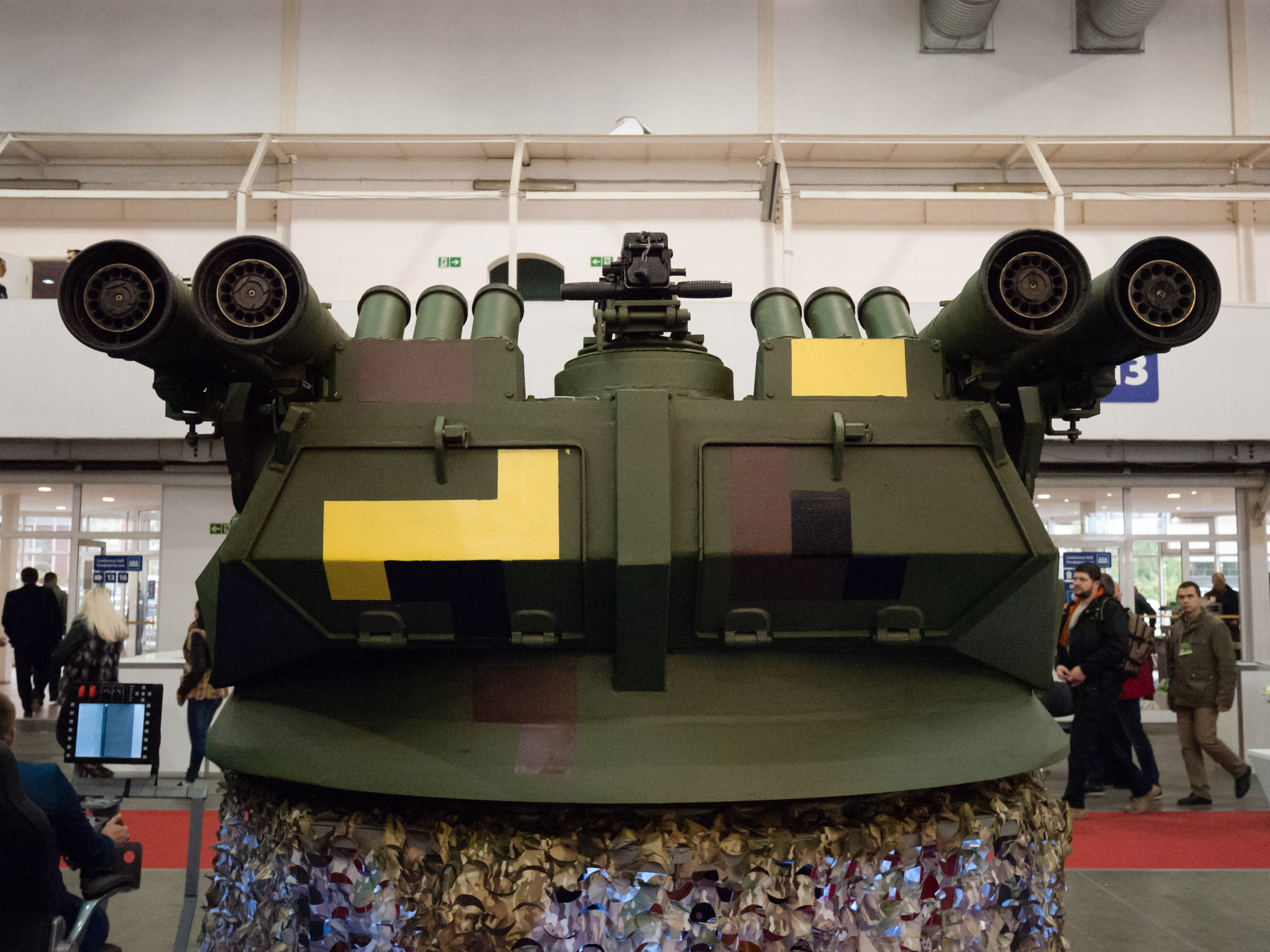
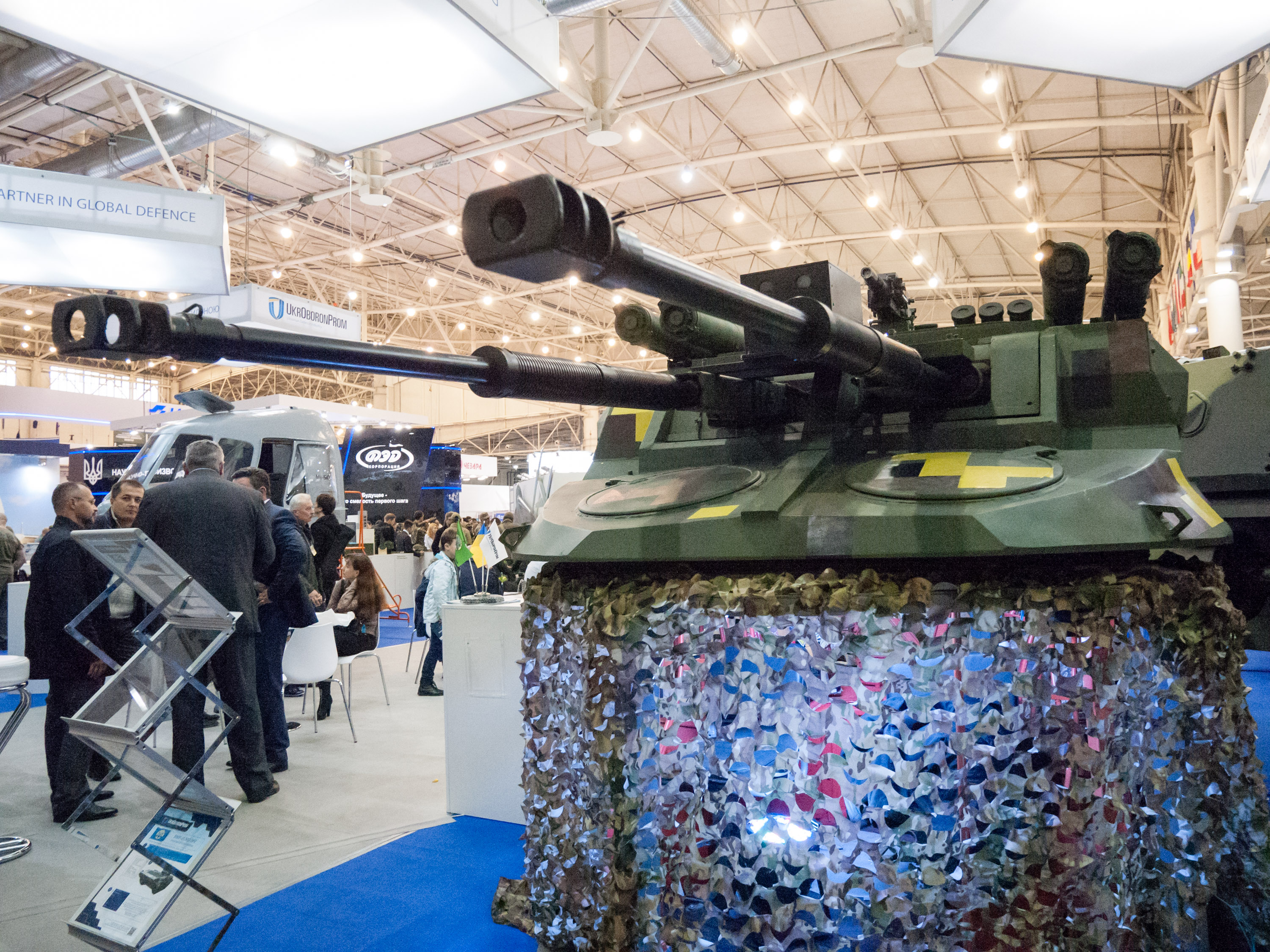